# Súng đỏ Ấn Độ
Súng đỏ Ấn Độ (danh pháp khoa học: Nymphaea pubescens) là một loài thực vật thuộc chi Súng, họ Nymphaeaceae. Loài này được Carl Ludwig Willdenow miêu tả khoa học đầu tiên năm 1799. Chúng được tìm thấy ở Ấn Độ, Bangladesh, Campuchia, Đài Loan, Indonesia, Lào, Malaysia, Myanmar, Philippin, Sri Lanka, Thái Lan, Việt Nam, và Vân Nam (Trung Quốc). Thỉnh có thể tìm thấy được ở Úc và Papua New Guinea.

## Mô tả
Loài súng này khi nhỏ lá có hình mũi tên, màu đỏ. Khi lớn lá hình bầu dục, có răng cưa. Thuộc loại súng nở hoa vào ban đêm. Hoa màu hồng khoảng 15 cm, nở cách mặt nước khoảng 20 cm. Thường có nhiều thân con.

## Hình ảnh

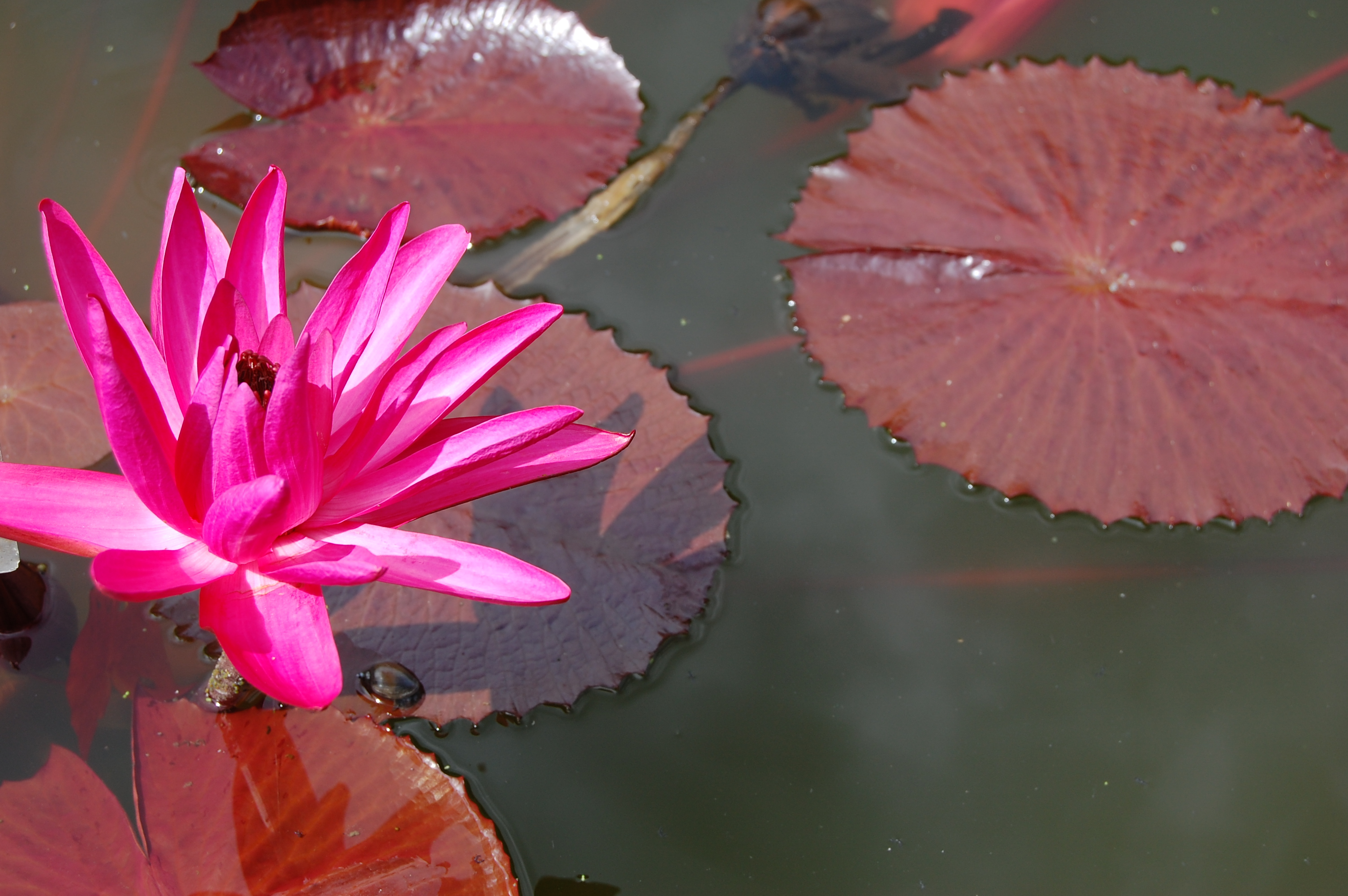
Nymphaea rubra